# De kleine blonde dood
De kleine blonde dood é um filme de drama neerlandês de 1993 dirigido e escrito por Jean van de Velde e Rob Houwer. Foi selecionado como representante dos Países Baixos à edição do Oscar 1994, organizada pela Academia de Artes e Ciências Cinematográficas.

## Elenco
- Antonie Kamerling - Valentijn Boecke
- Olivier Tuinier - Mickey
- Loes Wouterson - Mieke
- Gees Linnebank - Vader Boecke
- Liz Snoyink - Moeder Boecke
- Yoran Hensel - Jonge Valentijn
- Reinout Bussemaker - Harold
- Ellen Ten Damme - Dede
- Porgy Franssen - Arts Ziekenhuis
- Helen Kamperveen - Lucy de Jong
- Willemijn van der Ree - Verpleegster
- Ingeborg Elzevier - Gynaecoloog
- Pamela Teves - Juffrouw van Dalen
- Johan Ooms - Uitgever
- Gerard van Lennep - Uitgever